# Tournans
Tournans är en kommun i departementet Doubs i regionen Bourgogne-Franche-Comté i östra Frankrike. Kommunen ligger i kantonen Rougemont som tillhör arrondissementet Besançon. År 2022 hade Tournans 112 invånare.

## Befolkningsutveckling
Antalet invånare i kommunen Tournans
Referens:INSEE